# Chingia perrigida
Chingia perrigida är en kärrbräkenväxtart som först beskrevs av Cornelis Rugier Willem Karel van Alderwerelt van Rosenburgh, och fick sitt nu gällande namn av Holtt. Chingia perrigida ingår i släktet Chingia och familjen Thelypteridaceae. Inga underarter finns listade.